# I Belong to You (+Mon coeur s'ouvre à ta voix)
"I Belong to You" (também conhecida como "I Belong to You (+Mon coeur s'ouvre à ta voix)") é uma canção da banda inglesa de rock alternativo chamada Muse, e é a oitava faixa do álbum The Resistance de 2009. A canção também faz parte da trilha sonora oficial do filme Lua Nova, que foi lançado em 20 de novembro de 2009, sendo que sua trilha sonora, que foi lançada oficialmente em 16 de outubro de 2009.

## Lançamento
Embora a canção não tenha sido lançada como single, ela ganhou notoriedade quando foi anunciada que uma versão chamada de "New Moon remix" fez parte da trilha sonora do filme Lua Nova, que segue o sucesso da trilha sonora do primeiro filme, chamada Twilight soundtrack (que possui outra música do Muse, "Supermassive Black Hole"). 

## A canção
A canção possui duas partes cantadas em frances; três faixas em frances foram retiradas do trabalho de Camille Saint-Saëns, Samson et Dalila. As linhas foram tiradas de Mon cœur s'ouvre à ta voix, uma ária no segundo ato da opera de Saint-Saëns, que é cantada pela personagem Dalila enquanto ela tenta seduzir Sansão a revelar o segredo de sua força.
- Trecho em francês da canção do Muse:

"Ah! réponds, réponds à ma tendresse, 

Verse-moi, verse-moi l'ivresse, 

Réponds à ma tendresse, 

Réponds à ma tendresse, 

Ah, verse-moi l'ivresse, 

Verse-moi, verse-moi l'ivresse

Réponds à ma tendresse! 

Réponds à ma tendresse! 

Ah! verse-moi l'ivresse"

- Tradução para o português (br):

"Ah! responda a minha ternura,

Me encha com êxtase,

Responda a minha ternura,

Responda a minha ternura,

Ah! me encha com êxtase,

Me encha com êxtase,

Responda a minha ternura!

Responda a minha ternura!

Ah! me encha com êxtase"

## Ligações Externas
- Letra de "I Belong to You"